# Geoemyda
Geoemyda är ett släkte av sköldpaddor som ingår i familjen Geoemydidae.
Arter enligt Catalogue of Life och The Reptile Databas:
- Geoemyda japonica
- Geoemyda spengleri